# Literatura osseta

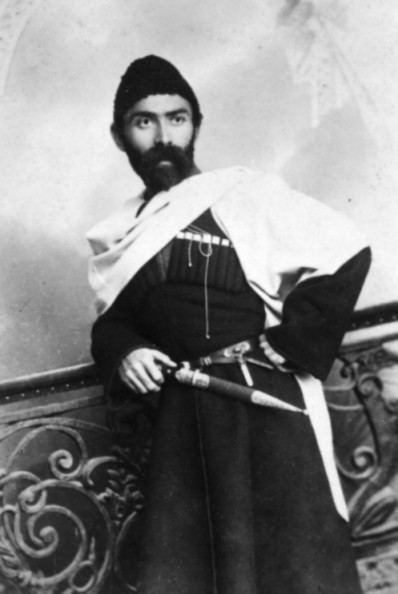
Kosta Khetagurov.

Literatura osseta és la literatura escrita en osset, una llengua indoària, propera al kurd i al farsi, que es parla a la República d'Ossètia del Nord - Alània (Rússia) i a Ossètia del Sud (Geòrgia).
Anders Jans Sjögren o Shegren (1794-1855), filòleg suec de Finlàndia, va estudiar llur llengua i costums, i va compondre la Grammatik der ossetischen sprache (1844) i l’Ossetische sprachlere (1841) que seran emprades com a base per a normalitzar literàriament l'osset.
Cap al 1862 s'adaptà l'alfabet ciríl·lic per a la llengua osseta i es formarà la primera generació d'intel·lectuals ossets, encapçalats per Kosta Khetagraty (1859-1906), poeta influït per Nekrasov que va recórrer el país expandint idees revolucionàries, autor del poemari Iron faendyr (Lira osseta, 1899) i és considerat el pare de la literatura osseta i heroi nacional; el poeta comunista Taomaq Gaediaty (1882-1932), enviat el 1910 a Sibèria, amb Akchaestony fystytae (Escrits d'un presoner, 1908), el drama Os-Paeghatyr (1929) i Amondmze tsarujytze (Anant a la fortuna, 1928); Seka Gadiev (1855-1915), autor d'històries curtes recollides el 1905 a Iron Fiyau; I. Ialguzidze (1775-1830) i T. Mansurov (1843-1898).
Durant el període soviètic es va produir l'esclat de la literatura en llengua osseta. Destacaren les revistes com Malvsæg (Floc de neu), nacionalista, fundada per la Societat Literària Osseta i amb A. Kubalov, D. Khetagurov, A Bolaev i S. Dzhanajev. També foren importants les revistes Ziu (Comunitat, 1925-1927), Fidiuæg (Herald, 1927-1928) i Abon (Avui, 1932) per vigilar els desviaments del realisme socialista. Destacarien Elbazduko Britaev (1881-1923) dirigent comunista que participà i organitzà la revolta del 1905-1907, i primer dramaturg osset; Georghi Kaitukov (1911) traductor de Puixkin a l'osset i Gino Baraqti (1890-1923) fundador del diari Kermen (1920-1921).
Mysost Qamberdiaty (1909-1931) publicà al diari Vlast’ Ruda els kadaeg (poemes) Ard (Jurament), Kurdzvan (Anant al sol) i Tsin (Plaer). K. Farnion amb l'ambiciosa novel·la Uady unoer (Tumult a la tempesta); Khariton Plijev, Tsonak Gadiev (1883-1931) fill de Seka amb el recull Avzaarst uat uatsmista (1931). Ts. Aembalti, amb el recull de llegendes Narty Khoemytsy fyst batrazdy tauroeghtoe (1927); Dmitrtij Kusov (1889-1964) amb les narracions Zaurbek (1914), Khadzimet ramanov (1949), Mariam (1927), Urmuli (1948) i Abrek Zaur (1923); Baron Botsiev (1901-1944) poeta i partisà mort en combat autor de la primera novel·la en osset; Tazret Besaev (1910) amb les novel·les Azta (1968) i Sajqazani (1966); Fedor Gagloyti Gafez (1913), Sozydyro Kulajev (1900-1938), comisari educatiu a la part georgiana, Kudzag Dzesov (1905-?) a la part georgiana, i Maksim Tsagaraev (1916), ministre de cultura de l'RSSA d'Ossètia el 1958-1960 i director de la revista Makh Dug (1960-1963). Altres autors ossets són M. Kamberdijev (1910-1931), T. Epkhiev (1911-1958), R. Asajev (1923) i N. Dzhusoity (1925).